# Rio Preto (Rio de Janeiro)
O rio Preto é um curso de água que marca a divisa natural entre os estados do Rio de Janeiro e Minas Gerais, banhando as regiões Sul Fluminense, Sul de Minas e o sul da Zona da Mata. Nasce na serra da Mantiqueira, no município de Bocaina de Minas, próximo ao pico das Agulhas Negras, e tem sua foz no rio Paraibuna, sendo portanto um sub-afluente do rio Paraíba do Sul. É uma das principais atrações da região do vale do rio Preto.